# 玉名市立八嘉小学校
玉名市立八嘉小学校（たまなしりつ はっかしょうがっこう）は、熊本県玉名市田崎にある公立小学校。

## 沿革
- 1873年（明治6年）から1875年（明治8年） - 大倉校、南坂門田校創立。
- 1876年（明治9年）から1879年（明治12年） - 寺田校、青野校創立。
- 1903年（明治36年） - 大倉校と寺田校が合併し八嘉尋常小学校、南坂門田校と青野校が合併し坂門田尋常小学校となる
- 1912年（明治45年） - 八嘉尋常小学校が八嘉西尋常高等小学校、坂門田尋常小学校が八嘉東尋常高等小学校に改称
- 1917年（大正6年） - 八嘉西尋常高等小学校と八嘉東尋常高等小学校が合併し八嘉尋常高等小学校となる
- 1941年（昭和16年） - 八嘉国民学校に改称
- 1947年（昭和22年） - 八嘉村立八嘉小学校に改称
- 1954年（昭和29年） - 玉名市立八嘉小学校に改称

## 学校周辺
- 浦島海苔本社工場
- 熊本県道170号肥後伊倉停車場田崎線